# يوري ليريو فريتاس دي كاستيلهو
يوري ليريو فريتاس دي كاستيلهو (بالبرتغالية: Iury Lírio Freitas de Castilho) (مواليد 6 سبتمبر 1995) لاعب كرة قدم برازيلي يجيد اللعب في الهجوم .
لعب سابقاً مع مع نادي النصر الإماراتي ونادي الفيحاء السعودي .

## روابط خارجية
يوري ليريو فريتاس دي كاستيلهو على موقع الاتحاد الأوربي (الإنجليزية)
- يوري ليريو فريتاس دي كاستيلهو على موقع رابطة كرة القدم اليابانية للمحترفين (اليابانية)
- يوري ليريو فريتاس دي كاستيلهو على موقع قاعدة بيانات كرة القدم.إي يو (الإنجليزية)
- يوري ليريو فريتاس دي كاستيلهو على موقع Soccerway.com (الإنجليزية)
- يوري ليريو فريتاس دي كاستيلهو على موقع عالم كرة القدم.نت (الإنجليزية)